# Alan Budikusuma
Alan Budikusuma (n. 29 martie 1968, Surabaya, Provincia Java de Est, Indonezia) este un jucător de badminton ce a reprezentat Indonezia, medaliat olimpic. A participat la 2 ediții ale Jocurilor Olimpice (1992, 1996) în care a câștigat o medalie de aur.